# 글리제 250
글리제 250은 상대적으로 큰 고유 운동을 보여주는 쌍성계이다. 주성은 오렌지색의 주계열성이며 반성은 어둡고 작은 적색 왜성이다. 지구와 글리제 250 사이의 거리로 계산한 주성과 반성 사이의 거리는 약 500 천문단위이다.